# Wogen des Schicksals
Wogen des Schicksals ist ein deutsches Stummfilmmelodram aus dem Jahr 1918. Unter der Regie von Joe May spielt dessen Ehefrau Mia May die weibliche Hauptrolle.

## Handlung
Als Bankdirektor von Letzow einen Antiquitätenladen betritt, fällt ihm als erstes eine junge Frau auf, die soeben ein Medaillon verkaufen möchte. Das Medaillon ziert das Porträt einer vornehmen Dame. Auf seine Nachfrage hin erklärt die junge Frau, eine gewisse Vera von Bergen, dass es sich bei der Frau um ihre verstorbene Mutter handele. Letzow beginnt sich für die Hintergründe zu interessiere, und so erzählt ihm Vera ihre traurige Lebensgeschichte:
Nach dem Tod ihrer Mutter heiratete der verwitwete von Bergen erneut, diesmal seine Wirtschafterin, die sich bald als das Abziehbild der bösen Stiefmutter entpuppen sollte. Die neue Frau von Bergen entledigte sich als erstes Vera und sorgte dafür, dass sie das väterliche Schloss verlassen musste und auf ein Mädchenpensionat geschickt wurde. Bald starb auch der Vater, der die noch Minderjährige als Alleinerbin einsetzte. Das Gericht bestellte den Bruder der verhassten Stiefmutter zu Veras Vormund. Beide behandelten Vera fortan sehr schlecht, und so floh die gepeinigte Schlosserbin in ihrer Hilflosigkeit aus ihrem eigenen Besitz und versteckte sich bei ihrer einstigen Amme, einer armen Gemüsehändlerin. Für ihren Lebensunterhalt verkaufte Vera schließlich den gesamten Schmuck ihrer Mutter, zuletzt das Medaillon.
Gerührt von ihrem erschröcklichen Schicksal beschließt von Letzow nunmehr, die junge Vera vor der bösen Stiefmutter und deren hinterlistigen Bruder zu schützen. Um sie vorzeitig für mündig erklären zu können, müsste Vera verheiratet sein. Letzow kommt ihrer Bitte nach und nimmt sie zur Frau, verspricht ihr aber zugleich, sich sofort wieder scheiden zu lassen, sollte ihre Jugendliebe Alfred aus Amerika zurückkehren, um sie damit freizugeben. Letzow übernimmt nun von Veras Stiefmutter und deren Bruder die Schlossverwaltung. Vera kehrt in ihre elterliches Heim zurück und findet in einem Geheimfach eines Schranks ein Fläschchen mit vorgeblicher „Medizin“, die die zweite Gattin des Grafen diesem zuletzt eingeflößt hatte. Sofort kommt der Verdacht auf, dass die Alte Veras Vater sukzessive vergiftet hat.
Letzow nimmt das Fläschchen an sich und lässt den Inhalt von einem Fachmann analysieren. Seine schlimmsten Vermutungen werden bestätigt; bei der Substanz, die dort aufgefunden wurde, handelt es sich um ein langsam tötendes Pflanzengift. Bald darauf kehrt Alfred mittellos aus den USA zurück. Von Letzow ist sofort bereit, seine Zusage, sich in diesem Moment scheiden zu lassen, einzulösen. Er stellt Alfred in seiner Bank ein, doch dort erweist sich der junge Mann als unzuverlässig, beginnt um Geld zu spielen und deckt seine Schulden mit den Einlagen Letzow’scher Bankdepots. Erst jetzt werden Vera die Augen geöffnet, und sie erkennt, was sie an ihrem Ehemann hat. Sie will sich nicht scheiden lassen und bleibt Frau von Letzow.

## Produktionsnotizen
Wogen des Schicksals entstand zu Jahresbeginn 1918, passierte die Filmzensur im März 1918 und wurde wohl noch im selben Monat (eventuell auch April 1918) uraufgeführt. Die Länge des Vierakters betrug 1542 Meter, nach einigen wenigen vorgenommenen Schnitten infolge einer Neuzensurierung 1921 verringerte sich die Meterzahl auf 1519.

## Kritik
„Ein Film so recht nach dem Geschmack des großen Publikums! Er enthält eine Reihe starker Konflikte, eine tüchtige Portion Spannung und zum Schluß noch ein glücklich vereintes liebendes Ehepaar. Zudem ist er glänzend und wirkungsvoll inszeniert, wofür schon der Name Joe May bürgt. (…) Mia May … hat die weibliche Hauptrolle inne, die sie voll Liebreiz und Anmut verkörpert. Erich Kaiser-Titz ist ihr Partner, dessen vornehme Ruhe und edles Geberdenspiel immer wieder fesseln und entzücken. Zum Schluß muß auch noch der Photographie Erwähnung getan werden, da sie einfach mustergültig ist.“